# Giuseppe Gibilisco
Giuseppe Gibilisco (Siracusa, 1979. január 5.) olimpiai bronzérmes és világbajnok olasz atléta, rúdugró.

## Pályafutása
2000-ben vett részt első alkalommal az olimpiai játékokon, 550 centiméteres legjobb ugrásával azonban csak a tizedik lett Sydney-ben.
A 2003-as párizsi világbajnokságon érte el eddigi pályafutása legkimagaslóbb sikerét. A döntőben 5-90-es új nemzeti rekorddal lett aranyérmes, egyben a rúdugrás első olasz világbajnoka. Gibilisco a dél-afrikai Okkert Brits és a svéd Patrik Klüft előtt nyerte meg a számot.
A 2004-es athéni olimpiára már mint a főesélyesek egyike érkezett. A döntőben aztán 5,85-ot ugrott, és a bronzérmet szerezte meg két amerikai, Timothy Mack és Toby Stevenson mögött.
Négy évvel később, Pekingben is eljutott ugyan a döntőig, de ott kiesett három sikertelen ugrás után 5,45-ön.

## Egyéni legjobbjai
- Rúdugrás (szabadtér) – 5,90 m (2003)
- Rúdugrás (fedett) – 5,82 m (2004)